# ابویعلی موصلی
احمد بن علی بن مثنی تمیمی (۲۱۰ – ۳۰۷ هجری) معروف به ابویعلیٰ موصلی از محدثان حنفی موصل بود. مهم‌ترین اثر او مسند است که دربردارندهٔ ۷۵۵۵ حدیث است. اثر دیگر او المعجم است که نام ۲۸۵ نفر از بزرگان دین را به ترتیب الفبا ذکر می‌کند. آثار دیگر او حدیث محمد بن بشار عن شیوخه و المفارید است.